# 2024年亚洲乒乓球锦标赛
2024年亚洲乒乓球锦标赛是第27届亚洲乒乓球锦标赛，于2024年10月7日至13日在哈萨克斯坦首都阿斯塔纳Daulet综合体育馆举行。本届比赛各项冠军可以获得500点世界排名积分。单打16强选手可获得2025年世界乒乓球锦标赛的参赛资格。
此次比赛也是最后一次单项和团体共同进行的亚洲乒乓球锦标赛，之后会分开举办，其中团体锦标赛于2025年开始，其后逢单数年举行，单项锦标赛则于2026年开始，其后逢双数年举行。

## 奖牌榜
| 排名                     | 国家 / 地区              | 金牌 | 銀牌 | 銅牌 | 总计 |
| ------------------------ | ------------------------ | ---- | ---- | ---- | ---- |
| 1                        | 日本                     | 3    | 2    | 3    | 8    |
| 2                        | 中國                     | 2    | 2    | 1    | 5    |
| 3                        |                          | 1    | 1    | 1    | 3    |
| 4                        |                          | 1    | 0    | 3    | 4    |
| 5                        | 新加坡                   | 0    | 1    | 0    | 1    |
| 5                        | 中華臺北                 | 0    | 1    | 0    | 1    |
| 7                        | 印度                     | 0    | 0    | 3    | 3    |
| 8                        | 中國香港                 | 0    | 0    | 2    | 2    |
| 9                        | 马来西亚                 | 0    | 0    | 1    | 1    |
| 总计（共9个国家 / 地区） | 总计（共9个国家 / 地区） | 7    | 7    | 14   | 28   |

## 奖牌得主
| 项目     | 金牌                                                               | 银牌                                                         | 铜牌 |
| 男子单打 | 張本智和 · 日本（JPN）                                             | 林詩棟 · 中国（CHN）                                         | 吳晙誠 · 韩国（KOR）                                                                                       |
| 男子单打 | 張本智和 · 日本（JPN）                                             | 林詩棟 · 中国（CHN）                                         | 篠塚大登 · 日本（JPN）                                                                                     |
| 女子单打 | 金琴英 · 朝鲜（PRK）                                               | 張本美和 · 日本（JPN）                                       | 伊藤美誠 · 日本（JPN）                                                                                     |
| 女子单打 | 金琴英 · 朝鲜（PRK）                                               | 張本美和 · 日本（JPN）                                       | 杜凱琹 · 中國香港（HKG）                                                                                   |
| 男子双打 | （KOR） · 林鐘勳 · 安宰賢                                          | 新加坡（SGP） · 馮耀恩 · 郭勇                                | 马来西亚（MAS） · 鍾子毅 · 黄祺燊                                                                          |
| 男子双打 | （KOR） · 林鐘勳 · 安宰賢                                          | 新加坡（SGP） · 馮耀恩 · 郭勇                                | 日本（JPN） · 戶上隼輔 · 篠塚大登                                                                          |
| 女子双打 | 日本（JPN） · 大藤沙月 · 橫井咲櫻                                  | 日本（JPN） · 張本美和 · 木原美悠                            | 中國（CHN） · 陳幸同 · 蒯曼                                                                                |
| 女子双打 | 日本（JPN） · 大藤沙月 · 橫井咲櫻                                  | 日本（JPN） · 張本美和 · 木原美悠                            | 印度（IND） · 艾希卡·穆克吉 · 蘇蒂爾塔·慕克吉                                                              |
| 混合双打 | 中國（CHN） · 林詩棟 · 蒯曼                                        | （PRK） · 李正植 · 金琴英                                    | （KOR） · 林鐘勳 · 申裕斌                                                                                  |
| 混合双打 | 中國（CHN） · 林詩棟 · 蒯曼                                        | （PRK） · 李正植 · 金琴英                                    | （PRK） · 鹹宇松 · 邊松景                                                                                  |
| 男子团体 | 中國（CHN） · 王楚钦 · 林诗栋 · 梁靖崑 · 林高远 · 周启豪           | 中華臺北（TPE） · 馮翊新 · 林昀儒 · 高承睿 · 廖振珽 · 黃彥誠 | （KOR） · 林鐘勳 · 吳晙誠 · 安宰賢 · 張禹珍 · 趙大成                                                       |
| 男子团体 | 中國（CHN） · 王楚钦 · 林诗栋 · 梁靖崑 · 林高远 · 周启豪           | 中華臺北（TPE） · 馮翊新 · 林昀儒 · 高承睿 · 廖振珽 · 黃彥誠 | 印度（IND） · 沙拉特·卡邁勒 · 馬努什·烏特帕爾巴伊·沙阿 · 馬納夫·泰卡爾 · 哈梅特·德塞 · 薩蒂延·格納納塞卡蘭 |
| 女子团体 | 日本（JPN） · 早田希娜 · 伊藤美誠 · 張本美和 · 大藤沙月 · 平野美宇 | 中國（CHN） · 孙颖莎 · 王藝迪 · 陳幸同 · 石洵瑶 · 蒯曼       | 印度（IND） · 斯莉嘉·阿庫拉 · Chitale Diya Parag · 蘇蒂爾塔·慕克吉 · 馬妮卡·巴特拉 · 艾希卡·穆克吉         |
| 女子团体 | 日本（JPN） · 早田希娜 · 伊藤美誠 · 張本美和 · 大藤沙月 · 平野美宇 | 中國（CHN） · 孙颖莎 · 王藝迪 · 陳幸同 · 石洵瑶 · 蒯曼       | 中國香港（HKG） · 李凱敏 · 朱成竹 · 李皓晴 · 吳詠琳 · 杜凱琹                                               |